# Hollister (Kalifornia)
Hollister város az Amerikai Egyesült Államok Kalifornia államában, 
San Benito megyében, melynek megyeszékhelye is. Lakosainak száma 41 678 fő (2020. április 1.).

## Népesség
A település népességének változása:

| 2010 | 34 928 |
| 2020 | 41 678 |